# 綏浜県
綏浜県（すいひん-けん）は中華人民共和国黒竜江省鶴崗市に位置する県。県人民政府の所在地は綏浜鎮。国家級貧困県に指定されている。

## 地理
黒竜江省東北部三江平原の黒竜江と松花江の合流地帯に位置する。西部は蘿北県と、南西部から北東部にかけて松花江が流れておりこれを境にジャムス市（地級市）の富錦市（県級市）・同江市（県級市）と行政区画が分かれている。また、北部には黒竜江が流れており、ロシア・極東連邦管区・ユダヤ自治州と国境を接している。

## 歴史
1917年（民国6年）に設置された綏東設治局を前身とする。1929年（民国18年）に綏東県に昇格、同年12月には綏浜県と改称された。1949年に廃止され富錦県に編入されたが、1963年に再設置され現在に至る。

## 行政区画
3鎮、5郷、1民族郷を管轄：
- 鎮：綏浜鎮、綏東鎮、忠仁鎮
- 郷：連生郷、北崗郷、富強郷、北山郷、新富郷
- 民族郷：福興満洲族郷

## 交通

### 道路
- 省道
  -  312省道
- 県道
  -  129県道
  -  130県道
  -  131県道

## 健康・医療・衛生
- 綏浜県人民医院
- 綏浜県中医院